# 許良彬
許良彬（1670年—1732年），字質卿，號文齋，諡壯毅，福建省漳州府海澄縣人，清朝政治人物。許潤元之孙，許貴之子。
雍正四年，担任福建烽火營參將，摄澎湖閩安兩協副將。雍正五年，任浙江瑞安協副將。雍正六年，任福建金門總兵官	，同年改福建南澳總兵官。雍正七年，署福建水師提督，次年任福建水師提督。雍正十一年，加太子少保銜。
有子許彥誥、許振揚、許尚德、許師義、許日濟、許日潮、許日鴻、許日淳。